# Ці безстрашні хлопці на гоночних автомобілях
«Ці безстрашні хлопці на гоночних автомобілях» — радянський художній фільм 1975 року, знятий режисером Даміром Салімовим на кіностудії «Узбекфільм».

## Сюжет
Четверо хлопчиків та юна Азіза живуть мрією зібрати гоночний автомобіль. Працювати довелося цілий рік. А коли під час перших випробувань машина згоріла, хлопці знайшли в собі мужність визнати свої помилки, вислухати поради дорослих і почати все спочатку.

## У ролях
- Рустам Уразаєв — Анвар
- Фуркат Ахмедов — Батир
- Діля Каракашева — Азіза
- Аман Бурханов — Уйгун
- Бабур Ахмеджанов — Ісмаїл
- Баба Аннанов — батько Анвара
- Закір Мухамеджанов — батько Уйгуна
- Якуб Ахмедов — батько Батира
- Обіджан Юнусов — представник ЖЕКу
- Анвара Алімова — бабуся Анвара
- Рано Хамраєва — мати Анвара
- Петро Аміров — епізод
- Батур Халіков — сусід по дому
- Федір Котельников — дядько Коля, автоаматор
- З. Рахімов — епізод
- Сабіт Саїдов — епізод
- Микола Коровіцин — епізод
- Ташходжа Ходжаєв — епізод
- Тухтамурод Махкамов — епізод
- В. Стефанович — епізод
- Лола Бадалова — мати Уйгуна
- Рауф Балтаєв — сусід по дому
- Євген Сегеді — сусід по дому

## Знімальна група
- Режисер — Дамір Салімов
- Сценаристи — Дамір Салімов, Ярослав Філіппов
- Оператори — Тимур Каюмов, Мирон Пенсон
- Композитор — Євген Стихін
- Художник — Анатолій Шибаєв